# Tuomo Suntola
Tuomo Suntola, né en 1943 à Tampere, est un physicien, inventeur et un leader technologique finlandais, connu pour ses recherches pionnières en science des matériaux, développant la technique de croissance à couche mince appelée Atomic Layer Deposition,.

## Biographie
En 1971, Tuomo Suntola soutient sa thèse de PhD en physique des semi-conducteurs à l'université technologique d'Helsinki. Après son PhD, Tuomo Suntola réalise son premier développement industriel au centre de recherche technique de Finlande, un capteur d'humidité à couche mince Humicap pour Vaisala Oy.
En 1974, Tuomo Suntola lance le développement d’écrans électroluminescents en couches minces au sein de la société finlandaise Instrumentarium oy. Il introduit la technologie atomic layer epitaxy (ALE), connue de nos jours sous le nom de atomic layer deposition (ALD), comme solution pour la fabrication des dispositifs électroluminescents nécessitant des films minces à très haute capacité diélectrique. La technologie sera introduite dans la production industrielle de dispositifs électroluminescents au milieu des années 1980 par Lohja Corporation en Finlande. L'ALD deviendra par la suite une des techniques de fabrication clés pour la fabrication de dispositifs à semi-conducteurs.
En 1987, Suntola crée Microchemistry Ltd, une filiale de la société pétrolière nationale Neste Oy, pour appliquer la technologie ALD à de nouveaux domaines d'application, tels que les dispositifs photovoltaïques à couche mince, les catalyseurs hétérogènes et les dispositifs à semi-conducteurs. En 1998, Microchemistry Ltd. et la technologie ALD sont vendus à ASM International, un fournisseur majeur d’équipements de fabrication de semi-conducteurs.
Le 22 mai 2018, Tuomo Suntola reçoit le Prix Millennium Technology d'un montant de 1 million d'euros. Sa technologie est utilisée pour fabriquer des couches de matériaux ultra-minces pour une variété de dispositifs tels que les ordinateurs, smartphones, microprocesseurs et  mémoires, permettant des performances élevées dans les petites tailles.

## Reconnaissance
- Chevalier 1re classe de l'Ordre du Lion de Finlande, 2001[réf. nécessaire]
- Prix Millennium Technology, 2018[6]

## Publications
- On the Mechanism of Switching Effects in Chalcogenide Thin Films, Solid-State Electronics 1971, vol. 14, p. 933–938.
- Atomic Layer Epitaxy, Tech. Digest of ICVGE-5, San Diego, 1981
- T. Suntola, J. Hyvärinen, Atomic Layer Epitaxy, in Annu. Rev. Mater. Sci., 15, 1985, p. 177.
- Atomic Layer Epitaxy, in Materials Science Reports, volume 4, no 7, décembre 1989, Elsevier Science Publishers B.V.
- CdTe Thin-Film Solar Cells, MRS Bulletin', vol. XVIII, no 10, 1993
- Atomic Layer Epitaxy, in Handbook of Crystal Growth 3, 'Thin Films and Epitaxy, Part B: Growth Mechanisms and Dynamics, chapitre 14, Elsevier Science Publishers B.V., 1994.
- The Dynamic Universe, avril 2011,  (ISBN 9781461027034).